# Chilabothrus inornatus
Chilabothrus inornatus är en ormart som beskrevs av Reinhardt 1843. Chilabothrus inornatus ingår i släktet Chilabothrus och familjen Boidae. IUCN kategoriserar arten globalt som livskraftig. Inga underarter finns listade i Catalogue of Life.
Arten förekommer i Puerto Rico. Den vistas i låglandet och i kulliga områden upp till 480 meter över havet. Habitatet utgörs av torra och fuktiga skogar samt av odlingsmark.